# 4-Chlorodeshydrométhyltestostérone
La 4-chlorodeshydrométhyltestostérone ou Oral-Turinabol (nom commercial) est un composé organique similaire au dianabol produit en 1965 par Jenapharm. Ce produit a été employé intensivement par les sportifs professionnels de l'Allemagne de l'Est, ou leur a été administré à leur insu, pendant les décennies 1970 et 1980,.
Son utilisation a donné lieu à deux disqualifications d'athlètes pour dopage lors des Jeux olympiques de 2012 à Londres,.
Il est réputé comme indétectable si l’on arrête le traitement cinq jours avant les épreuves. 
En 2012, une technique est mise au point pour détecter la présence de dérivé de testostérone dans les urines.  D’où les contrôles positifs à rebours sur les Jeux olympiques de 2008 à Pékin et de 2012 à Londres.